# Mantova Calcio 1994 1996-1997
Questa pagina raccoglie le informazioni riguardanti il Mantova Calcio 1994 nelle competizioni ufficiali della stagione 1996-1997.

## Stagione
Nella stagione 1996-1997 il Mantova ha disputato il girone D del campionato Nazionale Dilettanti. Con 71 punti ha vinto il torneo con dodici punti di vantaggio sulla Sanvitese seconda classificata, ed ha ottenuto la promozione in Serie C2. La squadra di Gianni Ragazzoni esprime il meglio da dicembre a febbraio, dove raccoglie otto vittorie e due pareggi, che valgono la fuga decisiva. Tre anni dopo il fallimento il Mantova di Romano Freddi risale tra i professionisti. La promozione ottenuta con un mese di anticipo, fa dimenticare agli sportivi biancorossi, il singolare esonero, dopo sei giornate, con il Mantova capolista, del tecnico Sauro Frutti. Cristian Soave con 12 reti è stato il più prolifico dei mantovani, ben spalleggiato dal tornante Luciano Benetti con 11 centri.

## Rosa
| N. |                   | Ruolo | Calciatore         |
| -- | ----------------- | ----- | ------------------ |
|    | Italia (bandiera) | C     | Pierangelo Avanzi  |
|    | Italia (bandiera) | A     | Mirko Battistella  |
|    | Italia (bandiera) | P     | Mirko Bellodi      |
|    | Italia (bandiera) | A     | Luciano Benetti    |
|    | Italia (bandiera) | A     | Luca Bompieri      |
|    | Italia (bandiera) | D     | Marco Branchi      |
|    | Italia (bandiera) | D     | Alessandro Cobelli |
|    | Italia (bandiera) | D     | Nicola Consoli     |
|    | Italia (bandiera) | A     | Claudio Fermanelli |
|    | Italia (bandiera) | C     | Andrea Ferrari     |
|    | Italia (bandiera) | D     | Nicola Lampugnani  |

| N. |                   | Ruolo | Calciatore        |
| -- | ----------------- | ----- | ----------------- |
|    | Italia (bandiera) | P     | Stefano Marchi    |
|    | Italia (bandiera) | D     | Alessio Marchioro |
|    | Italia (bandiera) | D     | Ivano Martini     |
|    | Italia (bandiera) | D     | Stefano Perini    |
|    | Italia (bandiera) | C     | Massimo Petrolini |
|    | Italia (bandiera) | C     | Alberto Poli      |
|    | Italia (bandiera) | A     | Pietro Santoprete |
|    | Italia (bandiera) | A     | Cristian Soave    |
|    | Italia (bandiera) | C     | Nicola Trentini   |
|    | Italia (bandiera) | C     | Francesco Zannoni |
|    | Italia (bandiera) | C     | Massimo Zuppini   |

## Risultati

### Campionato Nazionale Dilettanti

#### Girone di andata
| Arbitro: | Costa (Empoli) |

|                                                  |           |  |
| Soave 42’ Benetti 45’ A. Ferrari 69’ Branchi 90’ | Marcatori |  |

| Arbitro: | Plank (Bolzano) |

|              |           |                                           |
| Brugnolo 31’ | Marcatori | 15’, 58’ Benetti 82’ (rig.) C. Fermanelli |

| Arbitro: | Gasparoni (Ancona) |

|             |           |            |
| Branchi 92’ | Marcatori | 46’ Barban |

| Arbitro: | Zini (Udine) |

|           |           |                         |
| Sambo 80’ | Marcatori | 83’ Petrolini 87’ Soave |

| Arbitro: | Contri (Firenze) |

|                             |           |  |
| Soave 10’ C. Fermanelli 72’ | Marcatori |  |

| Arbitro: | Rossomando (Salerno) |

|                              |           |          |
| Breglia 57’, 90’ Tirelli 85’ | Marcatori | 2’ Soave |

| Arbitro: | Tufo (Perugia) |

|                       |           |  |
| Soave 46’ Branchi 61’ | Marcatori |  |

| Arbitro: | Musiu (Ferrara) |

|  |           |             |
|  | Marcatori | 87’ Branchi |

| Arbitro: | Servello (Roma) |

|                                   |           |            |
| Soave 14’ Benetti 43’ Martini 58’ | Marcatori | 39’ Faggin |

| Arbitro: | Bonin (Trieste) |

|             |           |  |
| Maniero 52’ | Marcatori |  |

| Arbitro: | Cenni (Imola) |

|            |           |               |
| Perini 60’ | Marcatori | 38’ Mezzacasa |

| Arbitro: | Bifulco (Roma) |

|  |           |               |
|  | Marcatori | 60’ Petrolini |

| Arbitro: | Nigro (Torre del Greco) |

|             |           |  |
| Branchi 16’ | Marcatori |  |

| Arbitro: | Cruciani (Pesaro) |

|             |           |             |
| Canzian 30’ | Marcatori | 75’ Martini |

| Arbitro: | Soccio (Teramo) |

|              |           |                   |
| Pedriali 41’ | Marcatori | 2’ (aut.) Maistro |

| Arbitro: | Lepore (Torino) |

|                                              |           |              |
| A. Ferrari 24’ C. Fermanelli 64’ (rig.), 70’ | Marcatori | 15’ Pauletto |

| Arbitro: | Micoli (Tivoli) |

|               |           |                                   |
| Nicolazzi 89’ | Marcatori | 59’, 84’ Soave 65’ (rig.) Branchi |

#### Girone di ritorno
| Arbitro: | Lodato (Aosta) |

|                     |           |                                |
| Della Valentina 49’ | Marcatori | 55’ Martini 88’ (rig.) Branchi |

| Arbitro: | Marino (Roma) |

|                                  |           |  |
| C. Fermanelli 21’, 52’ Soave 75’ | Marcatori |  |

| Santa Lucia di Piave 19 gennaio 1997 20ª giornata | Santa Lucia         | 0 – 0 | Mantova | Stadio comunale\| Arbitro: \| Angrisani (Salerno) \| |
| Arbitro:                                          | Angrisani (Salerno) |       |         |                                                      |

| Arbitro: | Mariani (Pescara) |

|                                                         |           |           |
| Benetti 12’ Petrolini 23’ Martini 47’ C. Fermanelli 51’ | Marcatori | 35’ Zauli |

| Arbitro: | Vianello (Verona) |

|  |           |                                           |
|  | Marcatori | 22’ Benetti 47’ C. Fermanelli 57’ Branchi |

| Arbitro: | Altomare (Molfetta) |

|                         |           |                    |
| Martini 11’, 63’ (rig.) | Marcatori | 42’ (rig.) Tirelli |

| Portogruaro 16 febbraio 1997 24ª giornata | Portogruaro-Summaga | 0 – 0 | Mantova | Stadio Piergiovanni Mecchia\| Arbitro: \| Perotto (Imperia) \| |
| Arbitro:                                  | Perotto (Imperia)   |       |         |                                                                |

| Arbitro: | Giordano (Caltanissetta) |

|                     |           |  |
| Berlasso 89’ (aut.) | Marcatori |  |

| Arbitro: | Carlucci (Molfetta) |

|                             |           |                             |
| Vigorelli 31’ Gregnanin 73’ | Marcatori | 30’ (aut.) Zeffin 52’ Soave |

| Arbitro: | Loffredo (Potenza) |

|             |           |            |
| Benetti 39’ | Marcatori | 9’ Maniero |

| Arbitro: | Creta (Forlì) |

|                         |           |             |
| Mezzacasa 8’ Zanaga 34’ | Marcatori | 20’ Consoli |

| Mantova 23 marzo 1997 29ª giornata | Mantova              | 0 – 0 | Pievigina | Stadio Danilo Martelli\| Arbitro: \| Pappalardo (Bolzano) \| |
| Arbitro:                           | Pappalardo (Bolzano) |       |           |                                                              |

| Arbitro: | Cannella (Palermo) |

|  |           |                           |
|  | Marcatori | 6’ Battistella 26’ Perini |

| Arbitro: | Pellegrino (Salerno) |

|                           |           |                                             |
| Soave 47’ Battistella 64’ | Marcatori | 33’ (aut.) C. Fermanelli 72’ (rig.) Branchi |

| Arbitro: | Dattilo (Locri) |

|                               |           |  |
| C. Fermanelli 84’ Benetti 91’ | Marcatori |  |

| Arbitro: | Turco (Vicenza) |

|  |           |                        |
|  | Marcatori | 2’ Martini 16’ Benetti |

| Arbitro: | Vicinanza (Albenga) |

|                           |           |                                 |
| Benetti 36’ Petrolini 87’ | Marcatori | 31’ (rig.) Padovani 75’ Malaman |

### Coppa Italia Dilettanti

#### Fase a gironi
| Reggiolo 25 agosto 1996 1ª giornata | Reggiolo | 1 – 1 | Mantova | Stadio comunale |

| Mantova 11 settembre 1996 3ª giornata | Mantova | 5 – 2 | Fidenza | Stadio Danilo Martelli |

#### Trentaduesimi di finale
| Mantova 25 settembre 1996 Andata | Mantova | 1 – 3 | Sancolombano | Stadio Danilo Martelli |

| San Colombano al Lambro 2 ottobre 1996 Ritorno | Sancolombano | 0 – 4 | Mantova | Stadio Franco Riccardi |

#### Sedicesimi di finale
| Mantova 16 ottobre 1996 Andata | Mantova | 2 – 0 | Collecchio | Stadio Danilo Martelli |

| Collecchio 23 ottobre 1996 Ritorno           | Collecchio           | 2 – 0 (d.t.s.) | Mantova | Stadio comunale |
| \| \| \| \| \| \| Tiri di rigore 5 – 4 \| \| |                      |                |         |                 |
|                                              |                      |                |         |                 |
|                                              | Tiri di rigore 5 – 4 |                |         |                 |

#### Poule Scudetto
| Albino 18 maggio 1997 Primo turno - 1ª giornata | Albinese       | 0 – 0 | Mantova | Stadio John Fitzgerald Kennedy\| Arbitro: \| Lecci (Varese) \| |
| Arbitro:                                        | Lecci (Varese) |       |         |                                                                |

| Arbitro: | Battistella (Conegliano) |

|          |           |           |
| Soave 6’ | Marcatori | 20’ Rossi |